# Margarita Iwanowna Nowgorodowa
Margarita Iwanowna Nowgorodowa (russisch Маргарита Ивановна Новгородова; * 15. März 1938 in Moskau) ist eine sowjetische bzw. russische Mineralogin.

## Leben
Das Studium an der Lomonossow-Universität Moskau (MGU) in der Geologie-Fakultät (Geofak) schloss Nowgorodowa am Lehrstuhl für Mineralogie 1960 ab. Darauf arbeitete sie in verschiedenen Geologie-Arbeitsgruppen der MGU, des Moskauer Explorationsinstituts und des Geologie-Ministeriums.
Die dreijährige Aspirantur im Moskauer Institut für Geologie der Erzlagerstätten, Petrographie, Mineralogie und Geochemie (IGEM) bei Nina Petrowskaja begann Nowgorodowa 1966 und arbeitete dann 30 Jahre lang in diesem Institut. Ihre Kandidat-Dissertation über typische morphologische Merkmale des Chalkopyrits und seine Paragenese in Kupferlagerstätten des Südurals verteidigte sie 1970 mit Erfolg für die Promotion zur Kandidatin der geologisch-mineralogischen Wissenschaften.
In den 1980er Jahren entdeckte Nowgorodowa erstmals in der UdSSR das seltene Mineral Cuprostibit. Sie verteidigte 1985 erfolgreich ihre Doktor-Dissertation über Mineralogie, Kristallchemie und Genese von gediegenen Metallen und Intermetallischen Verbindungen für die Promotion zur Doktorin der geologisch-mineralogischen Wissenschaften. Ab 1989 leitete sie im IGEM das Laboratorium für Mineralogie. Die Ernennung zur Professorin folgte 1992.
Ende 1995 kam Nowgorodowa als kommissarische Direktorin in das Moskauer Mineralogische Museum, benannt nach A. J. Fersman der Russischen Akademie der Wissenschaften, um 1996 zur Direktorin gewählt zu werden (bis 2010). Das Museum war für Besucher geschlossen. Es gelang ihr, mit zusätzlichen Finanzmitteln die Räumlichkeiten zu renovieren, die Ausstellung aufzubauen und die wissenschaftliche Tätigkeit zu erhalten. Im Mai 1997 wurde das Museum eröffnet. Für Alexander Fersman eröffnete sie 2001 ein Gedenk-Kabinett. Die Vereinigung des Museums mit dem IGEM konnte sie 2005 verhindern.
Von 2000 bis 2005 war Nowgorodowa Präsidiumsmitglied des Russischen Komitees des Internationalen Museumsrates (ICOM) bei der UNESCO. Sie ist Ehrenprofessorin der Eurasischen Nationalen Universität in Astana und der Al-Farabi-Universität in Almaty. Sie ist Präsidiumsmitglied und Ehrenmitglied der Russischen Mineralogischen Gesellschaft.
Das nach Nowgorodowa benannte Mineral Novgorodovait wurde in der Museumssammlung entdeckt.
Als Nichte der Witwe des Historikers Lew Gumiljow erbte
Nowgorodowa nach dem Tod der kinderlosen Witwe die Nachlässe Lew Gumiljows und seiner Eltern Nikolai Gumiljow und Anna Achmatowa.

## Ehrungen, Preise
- Medaille des Verdienstordens für das Vaterland II. Klasse (2007)
- Alexander-Fersman-Medaille für Geologie-Verdienste (2012, Erstverleihung)[2]